# 다큐 인사이트
《다큐 인사이트》는 매주 목요일 밤 10시에 방송되는 한국방송공사의 다큐멘터리 텔레비전 프로그램이다.

## 방송 시간
| 방송 채널 | 방송 기간                         | 방송 시간                  |
| --------- | --------------------------------- | -------------------------- |
| KBS 1TV   | 2019년 10월 3일 ~ 2020년 6월 25일 | 목요일 밤 10시 ~ 10시 55분 |
| KBS 1TV   | 2020년 7월 2일 ~현재              | 목요일 밤 10시 ~ 10시 50분 |

## 방영 목록

### 2019년
| 시리즈 제목                                         | 시리즈 제목                       | 시리즈 제목                       | 시리즈 제목                       |
| 회차                                                | 방송일                            | 부제                              | 부제                              |
| 야생 탐사 프로젝트 - 와일드 맵UHD                   | 야생 탐사 프로젝트 - 와일드 맵UHD | 야생 탐사 프로젝트 - 와일드 맵UHD | 야생 탐사 프로젝트 - 와일드 맵UHD |
| --------------------------------------------------- | --------------------------------- | --------------------------------- | --------------------------------- |
| 1회                                                 | 10월 3일                          | 1부                               | 물이 만든 별천지 - 시화호         |
| 2회                                                 | 10월 10일                         | 2부                               | 똑똑 - 꼬리치레 동굴 속으로       |
| 3회                                                 | 10월 17일                         | 3부                               | 풍덩 - 달의 정원으로              |
| 4회                                                 | 10월 24일                         | 4부                               | 라이브 캠 - 야생 오디세이         |
| KBS 아카이브 프로젝트 - 모던 코리아 (2019년 하반기) |                                   |                                   |                                   |
| 5회                                                 | 10월 31일                         | 1부                               | 우리의 소원은                     |
| 6회                                                 | 11월 7일                          | 2부                               | 대망                              |
| 7회                                                 | 11월 14일                         | 3부                               | 수능의 탄생                       |
| 부드러운 혁명                                       |                                   |                                   |                                   |
| 8회                                                 | 11월 21일                         | 1부                               | 나는 나쁜 간호사입니다.           |
| 9회                                                 | 11월 28일                         | 2부                               | 이것은 기적이 아니다              |
| 기초과학이 그리는 미래                              |                                   |                                   |                                   |
| 10회                                                | 12월 5일                          | 1부                               | 백두산 - 슈퍼 화산의 부활         |
| 11회                                                | 12월 12일                         | 2부                               | 스타 탄생                         |
| 세상 끝의 집 - 카르투시오회 봉쇄수도원UHD           |                                   |                                   |                                   |
| 12회                                                | 12월 19일                         | 제1부                             | 제1부                             |
| 13회                                                | 12월 25일                         | 제2부                             | 제2부                             |
| 14회                                                | 12월 26일                         | 제3부                             | 제3부                             |

### 2020년
| 시리즈 제목                            | 시리즈 제목   | 시리즈 제목                       | 시리즈 제목                       |                           |
| 회차                                   | 방송일        | 부제                              | 부제                              |                           |
| 보일링 포인트                          | 보일링 포인트 | 보일링 포인트                     | 보일링 포인트                     |                           |
| -------------------------------------- | ------------- | --------------------------------- | --------------------------------- | ------------------------- |
| 15회                                   | 1월 2일       | 1부                               | 역전된 세계                       |                           |
| 16회                                   | 1월 9일       | 2부                               | 비인간 지능이 던지는 질문         |                           |
| 17회                                   | 1월 16일      | 3부                               | 새로운 신이 열 다음 10년          |                           |
| 모던 코리아 (2020년 상반기)            |               |                                   |                                   |                           |
| 20회                                   | 2월 6일       | 1부                               | 시대 유감 - 삼풍                  |                           |
| 21회                                   | 2월 13일      | 2부                               | 왕조                              |                           |
| 22회                                   | 2월 20일      | 3부                               | 휴거 - 그들이 사라진 날           |                           |
| 23.5UHD                                |               |                                   |                                   |                           |
| 23회                                   | 3월 3일       | 1부                               | 봄날의 전투 - 극과 극             |                           |
| 25회                                   | 3월 12일      | 2부                               | 기다림의 조건 - 건기              |                           |
| 26회                                   | 3월 19일      | 3부                               | 보이지 않는 손 - 해류             |                           |
| 27회                                   | 3월 26일      | 4부                               | 호흡은 깊게 - 고산                |                           |
| 29회                                   | 4월 9일       | 5부                               | 1000일간의 기록                   |                           |
| 기초 과학이 세상을 바꾼다              |               |                                   |                                   |                           |
| 32회                                   | 5월 7일       | 1부                               | 코로나 19 - 진단과학의 힘         | 코로나 19 - 진단과학의 힘 |
| 특집                                   | 9월 27일      | 2부                               | 꿈의 물질을 찾아서                |                           |
| 58회                                   | 11월 26일     | 3부                               | AI 시대 - 왜 인문학인가?UHD       |                           |
| 시청률에 미친 PD들                     |               |                                   |                                   |                           |
| 33회                                   | 5월 21일      | 1부                               | 관종 시대                         |                           |
| 34회                                   | 6월 4일       | 2부                               | 매운맛 시대                       |                           |
| 바이러스 전쟁                          |               |                                   |                                   |                           |
| 35회                                   | 6월 10일      | 1부                               | 바이러스 X                        |                           |
| 36회                                   | 6월 11일      | 2부                               | 대봉쇄 - 바이러스가 만드는 세계   |                           |
| 비무장 지대UHD                         |               |                                   |                                   |                           |
| 38회                                   | 6월 25일      | 1부                               | 고지에서                          |                           |
| 39회                                   | 7월 2일       | 2부                               | 경계에서                          |                           |
| 1950 미·중 전쟁                        |               |                                   |                                   |                           |
| 40회                                   | 7월 9일       | 1부                               | 오판                              |                           |
| 41회                                   | 7월 16일      | 2부                               | 충돌                              |                           |
| 42회                                   | 7월 23일      | 3부                               | 대치                              |                           |
| 눈물 바다UHD                           |               |                                   |                                   |                           |
| 44회                                   | 8월 20일      | 1부                               | 슬픈 어부                         |                           |
| 45회                                   | 8월 27일      | 2부                               | 회복                              |                           |
| 모던 코리아 (2020년 하반기)            |               |                                   |                                   |                           |
| 46회                                   | 9월 3일       | 1부                               | 정성을 다하는 국민의 방송         |                           |
| 야생 탐사 프로젝트 - 와일드 맵(2기)UHD |               |                                   |                                   |                           |
| 47회                                   | 9월 10일      | 1부                               | 고개 너머 서쪽에 누가 살길래      |                           |
| 48회                                   | 9월 17일      | 2부                               | 보일듯이 보일듯이 우포 따오기     |                           |
| 49회                                   | 9월 24일      | 3부                               | 10억 년 주름 너머 - 백령도        |                           |
| 너의 장례식을 부탁해UHD                |               |                                   |                                   |                           |
| 59회                                   | 12월 3일      | 제1부                             | 제1부                             |                           |
| 60회                                   | 12월 10일     | 제2부                             | 제2부                             |                           |
| 성여                                   |               |                                   |                                   |                           |
| 61회                                   | 12월 17일     | 1부                               | 나는 살인자입니다                 |                           |
| 62회                                   | 12월 24일     | 2부                               | 다시 되찾은 이름                  |                           |
| 단편 에피소드                          |               |                                   |                                   |                           |
| 18회                                   | 1월 23일      | 할미넴                            | 할미넴                            |                           |
| 19회                                   | 1월 30일      | 천 년 거목의 죽음 - 바오밥의 경고 | 천 년 거목의 죽음 - 바오밥의 경고 |                           |
| 24회                                   | 3월 5일       | 아이들의 학교                     | 아이들의 학교                     |                           |
| 28회                                   | 4월 2일       | 나는 대구에 살고 있습니다         | 나는 대구에 살고 있습니다         |                           |
| 30회                                   | 4월 23일      | 텐 - 미래 교육의 10가지 단서      | 텐 - 미래 교육의 10가지 단서      |                           |
| 31회                                   | 4월 30일      | 별점 인생                         | 별점 인생                         |                           |
| 특집                                   | 6월 15일      | 개성공단                          | 개성공단                          |                           |
| 37회                                   | 6월 18일      | 개그우먼                          | 개그우먼                          |                           |
| 43회                                   | 7월 30일      | 만나 뵙게 되어 영광입니다         | 만나 뵙게 되어 영광입니다         |                           |
| 50회                                   | 10월 1일      | 시간을 담는 셰프 - 발효UHD        | 시간을 담는 셰프 - 발효UHD        |                           |
| 51회                                   | 10월 8일      | 오사카 하류 인생UHD               | 오사카 하류 인생UHD               |                           |
| 52회                                   | 10월 15일     | 펭귄과 과학자UHD                  | 펭귄과 과학자UHD                  |                           |
| 53회                                   | 10월 22일     | 금단 - 5명의 금연 일기UHD         | 금단 - 5명의 금연 일기UHD         |                           |
| 54회                                   | 10월 29일     | 이건희 - 거인의 유산              | 이건희 - 거인의 유산              |                           |
| 55회                                   | 11월 5일      | 2020 코로나 이모네 밥집 희망가UHD | 2020 코로나 이모네 밥집 희망가UHD |                           |
| 56회                                   | 11월 12일     | 태일이 남긴 소리 - 너는 나다UHD   | 태일이 남긴 소리 - 너는 나다UHD   |                           |
| 57회                                   | 11월 19일     | 커버스토리 2020 그 이후의 세계UHD | 커버스토리 2020 그 이후의 세계UHD |                           |

### 2021년
| 시리즈 제목                        | 시리즈 제목 | 시리즈 제목                                       | 시리즈 제목                                       |
| 회차                               | 방송일      | 부제                                              | 부제                                              |
| 기습UHD                            | 기습UHD     | 기습UHD                                           | 기습UHD                                           |
| ---------------------------------- | ----------- | ------------------------------------------------- | ------------------------------------------------- |
| 63회                               | 1월 7일     | 1부                                               | 스파이크 공격                                     |
| 64회                               | 1월 14일    | 2부                                               | 면역의 반격                                       |
| 청춘UHD                            |             |                                                   |                                                   |
| 66회                               | 1월 28일    | 1부                                               | 아임 뚜렛                                         |
| 67회                               | 2월 4일     | 2부                                               | 농인 셋 청인 하나 우당탕탕 좌충우돌 10년 분투기   |
| 실감 파노라마 한국의 자연 유산UHD  |             |                                                   |                                                   |
| 68회                               | 2월 11일    | 1부                                               | 백두대간 꽃자리                                   |
| 69회                               | 2월 18일    | 2부                                               | 을숙도 고니를 부탁해                              |
| 마이크로바이옴UHD                  |             |                                                   |                                                   |
| 70회                               | 2월 25일    | 1부                                               | 내 몸을 움직이는 200그램 우주                     |
| 71회                               | 3월 4일     | 2부                                               | 항생제 딜레마                                     |
| 모던 코리아 2기UHD (2021년 상반기) |             |                                                   |                                                   |
| 72회                               | 3월 11일    | 1부                                               | 포스트 모던 코리아                                |
| 73회                               | 3월 18일    | 2부                                               | 왕이 되려던 사나이                                |
| 74회                               | 3월 25일    | 3부                                               | 짐승                                              |
| 75회                               | 4월 1일     | 4부                                               | 케이팝 창세기                                     |
| 인생 정원UHD                       |             |                                                   |                                                   |
| 77회                               | 4월 22일    | 1부                                               | 아내의 정원                                       |
| 79회                               | 5월 6일     | 2부                                               | 아버지의 정원                                     |
| 팬데믹 머니UHD                     |             |                                                   |                                                   |
| 82회                               | 5월 27일    | 1부                                               | 돈의 법칙                                         |
| 83회                               | 6월 3일     | 2부                                               | 시그널                                            |
| 붉은 자본주의UHD                   |             |                                                   |                                                   |
| 85회                               | 6월 24일    | 1부                                               | 마윈과 붉은 자본가                                |
| 86회                               | 7월 1일     | 2부                                               | 월가로 간 공산당                                  |
| 냉면 랩소디UHD                     |             |                                                   |                                                   |
| 89회                               | 7월 29일    | 1부                                               | 냉면 시대                                         |
| 90회                               | 8월 5일     | 2부                                               | 냉면 열정                                         |
| 붉은 지구UHD                       |             |                                                   |                                                   |
| 93회                               | 9월 2일     | 1부                                               | 엔드 게임 1.5도                                   |
| 94회                               | 9월 9일     | 2부                                               | 침묵의 바다                                       |
| 95회                               | 9월 16일    | 3부                                               | 구상나무의 경고                                   |
| 96회                               | 9월 23일    | 4부                                               | 기후 혁명                                         |
| 데뷔의 순간 시대를 바꾼 아티스트   |             |                                                   |                                                   |
| 특집                               | 10월 14일   | 1부                                               | 가요의 탄생UHD                                    |
| 특집                               | 10월 15일   | 2부                                               | 노래 - 자유의 날개를 달다UHD                      |
| 특집                               | 10월 16일   | 3부                                               | 취향의 발견                                       |
| 특집                               | 10월 17일   | 4부                                               | 신인류의 노래                                     |
| 키스 더 유니버스UHD                |             |                                                   |                                                   |
| 특집                               | 10월 21일   | 1부                                               | 지구 최후의 날                                    |
| 특집                               | 10월 28일   | 2부                                               | 화성 인류                                         |
| 특집                               | 11월 4일    | 3부                                               | 코스모스 사피엔스                                 |
| 사이언스 워크                      |             |                                                   |                                                   |
| 102회                              | 12월 2일    | 1부                                               | 양자 역학 생명에서 우주까지UHD                    |
| 특집                               | 12월 5일    | 2부                                               | 햄릿의 숲 뇌를 탐구하다                           |
| 한우 랩소디UHD                     |             |                                                   |                                                   |
| 103회                              | 12월 9일    | 1부                                               | 소고기 민족                                       |
| 104회                              | 12월 16일   | 2부                                               | 한우 시대                                         |
| 단편 에피소드                      |             |                                                   |                                                   |
| 65회                               | 1월 21일    | 바이든 시대의 개막 미국이 돌아온다                | 바이든 시대의 개막 미국이 돌아온다                |
| 특집                               | 4월 8일     | 4·7 재보선 민심은 어디에 있었나?                  | 4·7 재보선 민심은 어디에 있었나?                  |
| 76회                               | 4월 15일    | 세한UHD                                           | 세한UHD                                           |
| 78회                               | 4월 29일    | 윤여정                                            | 윤여정                                            |
| 80회                               | 5월 13일    | 빛은 무지개UHD                                    | 빛은 무지개UHD                                    |
| 81회                               | 5월 20일    | 5월의 기억UHD                                     | 5월의 기억UHD                                     |
| 특집                               | 6월 10일    | 기후변화 최전선을 가다 북극 탐사 1년의 기록       | 기후변화 최전선을 가다 북극 탐사 1년의 기록       |
| 84회                               | 6월 17일    | 세상에서 가장 긴 무덤UHD                          | 세상에서 가장 긴 무덤UHD                          |
| 87회                               | 7월 8일     | 피크 재팬 - 두 번의 올림픽UHD                     | 피크 재팬 - 두 번의 올림픽UHD                     |
| 88회                               | 7월 15일    | 나는 살아남았다 뉴욕의 생존자들UHD                | 나는 살아남았다 뉴욕의 생존자들UHD                |
| 특집                               | 7월 22일    | 여자 배구 올림픽 도전기 김연경 - 김역경           | 여자 배구 올림픽 도전기 김연경 - 김역경           |
| 91회                               | 8월 12일    | 국가대표UHD                                       | 국가대표UHD                                       |
| 92회                               | 8월 19일    | 스파이UHD                                         | 스파이UHD                                         |
| 특집                               | 8월 26일    | 국민 특사 조진웅이 홍범도 장군을 모셔오다         | 국민 특사 조진웅이 홍범도 장군을 모셔오다         |
| 97회                               | 9월 30일    | 영상 아카이브 최초 발굴 태평양 전쟁의 한국인들UHD | 영상 아카이브 최초 발굴 태평양 전쟁의 한국인들UHD |
| 98회                               | 10월 7일    | 카불 - 기적의 밤                                  | 카불 - 기적의 밤                                  |
| 99회                               | 11월 11일   | K 유니버스의 탄생                                 | K 유니버스의 탄생                                 |
| 100회                              | 11월 18일   | 다큐멘터리 뉴스룸UHD                              | 다큐멘터리 뉴스룸UHD                              |
| 101회                              | 11월 25일   | 겨울이 오면UHD                                    | 겨울이 오면UHD                                    |
| 105회                              | 12월 23일   | 천사의 시UHD                                      | 천사의 시UHD                                      |
| 특집                               | 12월 30일   | KBS 영상실록 - 국내편                             | KBS 영상실록 - 국내편                             |

### 2022년
| 시리즈 제목                         | 시리즈 제목 | 시리즈 제목                          | 시리즈 제목                          |
| 회차                                | 방송일      | 부제                                 | 부제                                 |
| 다음이 온다                         | 다음이 온다 | 다음이 온다                          | 다음이 온다                          |
| ----------------------------------- | ----------- | ------------------------------------ | ------------------------------------ |
| 특집                                | 1월 6일     | 1부                                  | 추격 시대 - 다음이 온다              |
| 특집                                | 1월 13일    | 2부                                  | 30년 성장률 추락을 넘어서UHD         |
| 특집                                | 1월 20일    | 3부                                  | 그린 머니가 움직인다UHD              |
| 특집                                | 1월 27일    | 4부                                  | 흩어지는 세계UHD                     |
| 다음이 온다 - 격차의 시대           |             |                                      |                                      |
| 특집                                | 3월 17일    | 1부                                  | 한국 사회의 DNA - 갈등을 넘어        |
| 특집                                | 3월 24일    | 2부                                  | 데이터 - 불평등을 다시 읽다          |
| 특집                                | 3월 31일    | 3부                                  | 불평등의 내일 - 과학에 길을 묻다     |
| 한반도 운명의 봄                    |             |                                      |                                      |
| 특집                                | 4월 21일    | 1부                                  | 도전받는 미국 - 바이든의 딜레마      |
| 특집                                | 4월 22일    | 2부                                  | 시진핑의 중국몽 - 패권을 꿈꾸나      |
| 특집                                | 4월 28일    | 3부                                  | 푸틴의 러시아 - 세계 질서를 바꾸다   |
| 특집                                | 4월 30일    | 4부                                  | 기로에 선 일본 - 기시다의 선택       |
| 사유의 탄생UHD                      |             |                                      |                                      |
| 111회                               | 5월 12일    | 1부                                  | 구원의 미소                          |
| 112회                               | 5월 19일    | 2부                                  | 청춘의 초상                          |
| 기초과학이 세상을 바꾼다(2022년)UHD |             |                                      |                                      |
| 113회                               | 5월 26일    | 1부                                  | 지상 최대의 폭발                     |
| 우크라이나 침공 100일 특집          |             |                                      |                                      |
| 특집                                | 6월 2일     | 1부                                  | 포화 속으로                          |
| 특집                                | 6월 3일     | 2부                                  | 테티아나의 일기                      |
| 주문을 잊은 음식점(2기)             |             |                                      |                                      |
| 특집                                | 6월 30일    | 1부                                  | 내일은 아무도 몰라                   |
| 특집                                | 7월 1일     | 2부                                  | 서툴러도 이해해요                    |
| 특집                                | 7월 8일     | 3부                                  | 괜찮아 그럴 수 있지                  |
| 특집                                | 7월 15일    | 4부                                  | 누구에게나 궂은 날이 있다            |
| 특집                                | 7월 22일    | 5부                                  | 전하지 못 한 마음                    |
| 특집                                | 7월 30일    | 6부                                  | 치매와 살아가는 우리들의 방법        |
| 8·15 기획 영상 아카이브UHD          |             |                                      |                                      |
| 118회                               | 8월 4일     | 1부                                  | 우리의 얼굴 - 1863년부터 1938년까지  |
| 119회                               | 8월 11일    | 2부                                  | 우리의 얼굴 - 1939년부터 1948년까지  |
| 한식 연대기UHD                      |             |                                      |                                      |
| 특집                                | 9월 10일    | 1부                                  | 정치의 맛                            |
| 특집                                | 9월 11일    | 2부                                  | 여인 - 백 년의 밥상                  |
| 특집                                | 9월 15일    | 3부                                  | 한식주식회사                         |
| 특집                                | 9월 22일    | 4부                                  | 케이 푸드 익스프레스                 |
| 모던 코리아 (2022년 하반기)         |             |                                      |                                      |
| 128회                               | 10월 27일   | 1부                                  | 싸우면서 건설한다                    |
| 129회                               | 11월 3일    | 2부                                  | 멋진 신세계                          |
| 130회                               | 11월 10일   | 3부                                  | 불패                                 |
| 131회                               | 11월 17일   | 4부                                  | 한국 영화 화양연화                   |
| 고장난 세계UHD                      |             |                                      |                                      |
| 133회                               | 12월 1일    | 1부                                  | 떠나간 리더                          |
| 134회                               | 12월 8일    | 2부                                  | 헤어질 결심                          |
| 키스 더 유니버스(2기)UHD            |             |                                      |                                      |
| 특집                                | 12월 15일   | 1부                                  | 우리는 혼자인가?                     |
| 특집                                | 12월 22일   | 2부                                  | 블랙홀과 우주의 끝                   |
| 단편 에피소드                       |             |                                      |                                      |
| 106회                               | 2월 17일    | 일본으로 튀어UHD                     | 일본으로 튀어UHD                     |
| 107회                               | 2월 24일    | 러시아 우크라이나 침공               | 러시아 우크라이나 침공               |
| 108회                               | 3월 3일     | 캐스팅 보트UHD                       | 캐스팅 보트UHD                       |
| 특집                                | 3월 10일    | 2022 국민의 선택 대한민국의 미래     | 2022 국민의 선택 대한민국의 미래     |
| 109회                               | 4월 7일     | 자화상 - 중업UHD                     | 자화상 - 중업UHD                     |
| 110회                               | 4월 14일    | 최종 병기 반도체UHD                  | 최종 병기 반도체UHD                  |
| 특집                                | 5월 5일     | 다 어린이                            | 다 어린이                            |
| 114회                               | 6월 9일     | 한반도 핵위기 - 김정은의 도박인가?   | 한반도 핵위기 - 김정은의 도박인가?   |
| 115회                               | 6월 16일    | 퍼펙트 스톰UHD                       | 퍼펙트 스톰UHD                       |
| 116회                               | 6월 23일    | 인생 정원 - 붉은 매화가 피면UHD      | 인생 정원 - 붉은 매화가 피면UHD      |
| 117회                               | 7월 28일    | 고요의 바다 - 문(Moon)을 열다UHD     | 고요의 바다 - 문(Moon)을 열다UHD     |
| 120회                               | 8월 18일    | 인간 - 신에게 도전하다UHD            | 인간 - 신에게 도전하다UHD            |
| 121회                               | 8월 25일    | 명관 씨는 감독님UHD                  | 명관 씨는 감독님UHD                  |
| 122회                               | 9월 1일     | 교황과 추기경UHD                     | 교황과 추기경UHD                     |
| 123회                               | 9월 8일     | 나무 사계 - 제가 여기 서 있을게요UHD | 나무 사계 - 제가 여기 서 있을게요UHD |
| 124회                               | 9월 29일    | 간첩과 섬소녀UHD                     | 간첩과 섬소녀UHD                     |
| 125회                               | 10월 6일    | 더 컬렉션 - 인왕제색UHD              | 더 컬렉션 - 인왕제색UHD              |
| 126회                               | 10월 13일   | 영 앤 리치UHD                        | 영 앤 리치UHD                        |
| 127회                               | 10월 20일   | 덕적고 야구부UHD                     | 덕적고 야구부UHD                     |
| 132회                               | 11월 24일   | 인생 정원(재)UHD                     | 인생 정원(재)UHD                     |
| 135회                               | 12월 29일   | 인생 정원 - 일흔둘 여백의 뜰UHD      | 인생 정원 - 일흔둘 여백의 뜰UHD      |

### 2023년
| 시리즈 제목                   | 시리즈 제목 | 시리즈 제목                                | 시리즈 제목                                |
| 회차                          | 방송일      | 부제                                       | 부제                                       |
| 최초의 질문                   | 최초의 질문 | 최초의 질문                                | 최초의 질문                                |
| ----------------------------- | ----------- | ------------------------------------------ | ------------------------------------------ |
| 특집                          | 1월 5일     | 1부                                        | 대질문의 시대                              |
| 특집                          | 1월 12일    | 2부                                        | 가슴 뛰는 질문을 던져라                    |
| 특집                          | 1월 19일    | 3부                                        | 질문은 진화한다                            |
| 히든 어스 - 한반도 30억 년UHD |             |                                            |                                            |
| 특집                          | 3월 2일     | 1부                                        | 코스모스의 바닷가에서                      |
| 특집                          | 3월 3일     | 2부                                        | 적도의 바다에                              |
| 특집                          | 3월 9일     | 3부                                        | 공룡의 발걸음으로                          |
| 특집                          | 3월 16일    | 4부                                        | 수성 화산을 아시나요?                      |
| 특집                          | 3월 23일    | 5부                                        | 서울의 탄생                                |
| 인도 천재UHD                  |             |                                            |                                            |
| 146회                         | 5월 4일     | 1부                                        | 인도공과대학                               |
| 특집                          | 8월 3일     | 1부                                        | 인도공과대학                               |
| 147회                         | 5월 11일    | 2부                                        | 브레인 팩토리                              |
| 전쟁과 동맹UHD                |             |                                            |                                            |
| 151회                         | 6월 22일    | 1부                                        | 선택                                       |
| 152회                         | 6월 29일    | 2부                                        | 밀약                                       |
| 하드코어 서울UHD              |             |                                            |                                            |
| 161회                         | 9월 14일    | 1부                                        | 블랙홀                                     |
| 162회                         | 9월 21일    | 2부                                        | 내일은 아무도 몰라                         |
| 특집                          | 9월 27일    | 2부                                        | 내일은 아무도 몰라                         |
| 인간 - 신세계로부터UHD        |             |                                            |                                            |
| 167회                         | 11월 9일    | 1부                                        | 모나리자                                   |
| 168회                         | 11월 16일   | 2부                                        | 메두사호의 뗏목                            |
| 169회                         | 11월 23일   | 3부                                        | 절규                                       |
| 170회                         | 11월 30일   | 4부                                        | 우리의 얼굴                                |
| 독도 평전UHD                  |             |                                            |                                            |
| 171회                         | 12월 6일    | 1부                                        | 검은 고요                                  |
| 172회                         | 12월 7일    | 2부                                        | 푸른 경계                                  |
| 히든 트랙UHD                  |             |                                            |                                            |
| 173회                         | 12월 14일   | 1부                                        | 숲이 말하길                                |
| 174회                         | 12월 15일   | 2부                                        | 솜다리의 길                                |
| 일본 사람 오자와UHD           |             |                                            |                                            |
| 175회                         | 12월 21일   | 제1부                                      | 제1부                                      |
| 176회                         | 12월 28일   | 제2부                                      | 제2부                                      |
| 단편 에피소드                 |             |                                            |                                            |
| 136회                         | 1월 26일    | 마에스트로 - 클래식의 발견UHD              | 마에스트로 - 클래식의 발견UHD              |
| 137회                         | 2월 2일     | 그들이 유학 왔다UHD                        | 그들이 유학 왔다UHD                        |
| 138회                         | 2월 9일     | KBS 현대사 아카이브 우리의 기억UHD         | KBS 현대사 아카이브 우리의 기억UHD         |
| 139회                         | 2월 16일    | 그린 패러독스UHD                           | 그린 패러독스UHD                           |
| 140회                         | 2월 23일    | 하얼빈에서 만나자UHD                       | 하얼빈에서 만나자UHD                       |
| 141회                         | 3월 30일    | 뛰는 놈 위에 나는 놈 미래 전쟁UHD          | 뛰는 놈 위에 나는 놈 미래 전쟁UHD          |
| 142회                         | 4월 6일     | 코드 블루UHD                               | 코드 블루UHD                               |
| 143회                         | 4월 13일    | 인공지능과 함께 SF 소설을 써봤습니다UHD    | 인공지능과 함께 SF 소설을 써봤습니다UHD    |
| 144회                         | 4월 20일    | 애린 혹은 우령UHD                          | 애린 혹은 우령UHD                          |
| 145회                         | 4월 27일    | 아메리칸 팩토리 삼성 테일러 공장에 가다UHD | 아메리칸 팩토리 삼성 테일러 공장에 가다UHD |
| 148회                         | 5월 18일    | 로숑과 쇼벨 - 1980UHD                      | 로숑과 쇼벨 - 1980UHD                      |
| 149회                         | 5월 25일    | 걸UHD                                      | 걸UHD                                      |
| 150회                         | 6월 8일     | 인생 정원 나는 산골 신부입니다UHD          | 인생 정원 나는 산골 신부입니다UHD          |
| 153회                         | 7월 6일     | 베를린 아리랑UHD                           | 베를린 아리랑UHD                           |
| 154회                         | 7월 13일    | 끓는 바다UHD                               | 끓는 바다UHD                               |
| 155회                         | 7월 20일    | 발굴 - 우리의 기록UHD                      | 발굴 - 우리의 기록UHD                      |
| 156회                         | 7월 27일    | 판문점UHD                                  | 판문점UHD                                  |
| 157회                         | 8월 17일    | 파친코와 이민진UHD                         | 파친코와 이민진UHD                         |
| 158회                         | 8월 24일    | 아들을 잃어버렸다는 것에 관하여UHD         | 아들을 잃어버렸다는 것에 관하여UHD         |
| 특집                          | 9월 28일    | 아들을 잃어버렸다는 것에 관하여UHD         | 아들을 잃어버렸다는 것에 관하여UHD         |
| 159회                         | 8월 31일    | 푸틴의 이상한 요리사UHD                    | 푸틴의 이상한 요리사UHD                    |
| 160회                         | 9월 7일     | TV - 사랑을 싣고UHD                        | TV - 사랑을 싣고UHD                        |
| 163회                         | 10월 12일   | 빅 팀UHD                                   | 빅 팀UHD                                   |
| 164회                         | 10월 19일   | 이스라엘 - 하마스 전쟁의 시작              | 이스라엘 - 하마스 전쟁의 시작              |
| 165회                         | 10월 26일   | 이태원UHD                                  | 이태원UHD                                  |
| 166회                         | 11월 2일    | 박서보 폭풍 - 고요UHD                      | 박서보 폭풍 - 고요UHD                      |

### 2024년
| 시리즈 제목                  | 시리즈 제목 | 시리즈 제목                                     | 시리즈 제목                                     |
| 회차                         | 방송일      | 부제                                            | 부제                                            |
| 다른 미래                    | 다른 미래   | 다른 미래                                       | 다른 미래                                       |
| ---------------------------- | ----------- | ----------------------------------------------- | ----------------------------------------------- |
| 특집                         | 1월 2일     | 1부                                             | 빅 웨이브 - 판을 흔들어라                       |
| 특집                         | 1월 3일     | 2부                                             | 첨단 산업 국가의 절대 반지                      |
| 특집                         | 1월 4일     | 3부                                             | 피크 코리아 - 그 너머의 도전                    |
| 지속 가능한 지구는 없다UHD   |             |                                                 |                                                 |
| 177회                        | 1월 11일    | 1부                                             | 탄소 해적                                       |
| 178회                        | 1월 18일    | 2부                                             | 재활용 식민지                                   |
| 2024 미국과 경제UHD          |             |                                                 |                                                 |
| 179회                        | 1월 25일    | 1부                                             | 트럼프 리스크                                   |
| 180회                        | 2월 1일     | 2부                                             | 이기적인 달러                                   |
| 짜장면 랩소디UHD             |             |                                                 |                                                 |
| 181회                        | 2월 8일     | 1부                                             | 짜장면 먹는 날                                  |
| 182회                        | 2월 15일    | 2부                                             | 짜장이냐 짬뽕이냐                               |
| 오늘도 기적UHD               |             |                                                 |                                                 |
| 183회                        | 2월 22일    | 1부                                             | 예찬이 누나 예솔이                              |
| 184회                        | 2월 29일    | 2부                                             | 특별한 놀이터                                   |
| 빙하UHD                      |             |                                                 |                                                 |
| 특집                         | 3월 7일     | 1부                                             | 숨겨진 세계                                     |
| 특집                         | 3월 14일    | 2부                                             | 얼음의 아이들                                   |
| 특집                         | 3월 21일    | 3부                                             | 1도의 미래                                      |
| 저 너머의 출산               |             |                                                 |                                                 |
| 특집                         | 4월 30일    | 1부                                             | 낳지 않을 결심                                  |
| 특집                         | 5월 1일     | 2부                                             | 낳을 결심                                       |
| 특집                         | 5월 2일     | 3부                                             | 92년생 성혜의 나라                              |
| 특집                         | 5월 3일     | 4부                                             | 인구절벽에서 - 빅 푸시                          |
| 특집                         | 5월 4일     | 5부                                             | 가족이 사라진다                                 |
| 치킨 랩소디UHD               |             |                                                 |                                                 |
| 192회                        | 5월 30일    | 1부                                             | 오늘도 치맥하셨습니까?                          |
| 193회                        | 5월 31일    | 2부                                             | 닭 한 마리의 위로                               |
| 저출생 위기 대응 특별 생방송 |             |                                                 |                                                 |
| 특집                         | 7월 11일    | 1부                                             | 아이 없는 사회                                  |
| 특집                         | 7월 11일    | 2부                                             | 아이가 미래다                                   |
| 특집                         | 7월 11일    | 3부                                             | 다음을 위한 약속                                |
| 로드 투 파리UHD              |             |                                                 |                                                 |
| 198회                        | 7월 25일    | 1부                                             | 우상혁                                          |
| 200회                        | 8월 7일     | 2부                                             | 역도 박혜정                                     |
| KBS 현대사 아카이브          |             |                                                 |                                                 |
| 201회                        | 8월 15일    | 1부                                             | 세계의 소리 그리고 해방 한국                    |
| 202회                        | 8월 22일    | 2부                                             | 우리의 이름 우리의 이야기UHD                    |
| 모던 코리아(2024년)          |             |                                                 |                                                 |
| 특집                         | 9월 17일    | 1부                                             | 한국 음식 만들기                                |
| 특집                         | 9월 18일    | 2부                                             | 누구에게나 계획은 있었다                        |
| 특집                         | 9월 20일    | 3부                                             | 1983 미지와의 조우                              |
| 특집                         | 9월 21일    | 4부                                             | 코리아 드림 남아 진흥 믹스 테이프               |
| 엑소더스                     |             |                                                 |                                                 |
| 210회                        | 10월 24일   | 1부                                             | 차이나 엑소더스                                 |
| 211회                        | 10월 31일   | 2부                                             | 재팬 엑소더스                                   |
| 화산 - 인간UHD               |             |                                                 |                                                 |
| 215회                        | 11월 28일   | 1부                                             | 야수르 할아버지                                 |
| 216회                        | 12월 5일    | 2부                                             | 위대한 신들의 산                                |
| 218회                        | 12월 19일   | 3부                                             | 잠들지 않는 불의 고리                           |
| 국가유산 순례UHD             |             |                                                 |                                                 |
| 219회                        | 12월 26일   | 1부                                             | 물때 - 달의 바다                                |
| 220회                        | 12월 31일   | 2부                                             | 1702년 그 날 - 탐라순력도                       |
| 단편 에피소드                |             |                                                 |                                                 |
| 185회                        | 3월 28일    | 고원의 집UHD                                    | 고원의 집UHD                                    |
| 186회                        | 4월 4일     | 푸틴 - 위험한 이웃UHD                           | 푸틴 - 위험한 이웃UHD                           |
| 특집                         | 4월 11일    | 2024 총선 - 향후 정국은?                        | 2024 총선 - 향후 정국은?                        |
| 187회                        | 4월 18일    | 도착한 미래UHD                                  | 도착한 미래UHD                                  |
| 188회                        | 4월 25일    | 긴급 점검 - 충돌 이스라엘대 이란                | 긴급 점검 - 충돌 이스라엘대 이란                |
| 189회                        | 5월 9일     | 선교사들 조선을 기록하다 새벽의 나라            | 선교사들 조선을 기록하다 새벽의 나라            |
| 190회                        | 5월 16일    | 절 - 붓다의 세상UHD                             | 절 - 붓다의 세상UHD                             |
| 191회                        | 5월 23일    | 고양이 소녀UHD                                  | 고양이 소녀UHD                                  |
| 특집                         | 6월 6일     | 보고 싶다 전우야UHD                             | 보고 싶다 전우야UHD                             |
| 194회                        | 6월 13일    | 아이 낳는 사람들UHD                             | 아이 낳는 사람들UHD                             |
| 195회                        | 6월 20일    | 굿바이 팬텀UHD                                  | 굿바이 팬텀UHD                                  |
| 특집                         | 6월 27일    | 피란 수도 랩소디                                | 피란 수도 랩소디                                |
| 196회                        | 7월 4일     | 마스터 송창식UHD                                | 마스터 송창식UHD                                |
| 197회                        | 7월 18일    | 트럼프 리턴즈UHD                                | 트럼프 리턴즈UHD                                |
| 199회                        | 8월 6일     | 생존자들 보이지 않는 상처 PTSDUHD               | 생존자들 보이지 않는 상처 PTSDUHD               |
| 203회                        | 8월 29일    | 탄광 120년 - 막장UHD                            | 탄광 120년 - 막장UHD                            |
| 204회                        | 9월 5일     | 지금 여기 우리UHD                               | 지금 여기 우리UHD                               |
| 205회                        | 9월 12일    | 나는 한국에 간다UHD                             | 나는 한국에 간다UHD                             |
| 206회                        | 9월 19일    | 언니들은 못 말려UHD                             | 언니들은 못 말려UHD                             |
| 207회                        | 9월 26일    | 아들이 오고 있다UHD                             | 아들이 오고 있다UHD                             |
| 208회                        | 10월 3일    | 빙하의 시그널UHD                                | 빙하의 시그널UHD                                |
| 특집                         | 10월 10일   | 행복을 위한 선택 - 출산                         | 행복을 위한 선택 - 출산                         |
| 209회                        | 10월 17일   | 오리 - 엄청나게 시끄럽고 믿을 수 없게 맛있는UHD | 오리 - 엄청나게 시끄럽고 믿을 수 없게 맛있는UHD |
| 212회                        | 11월 7일    | 2024 미국의 선택 다시 트럼프UHD                 | 2024 미국의 선택 다시 트럼프UHD                 |
| 213회                        | 11월 14일   | 이웃집 아이들UHD                                | 이웃집 아이들UHD                                |
| 214회                        | 11월 21일   | 째포 에이코UHD                                  | 째포 에이코UHD                                  |
| 217회                        | 12월 12일   | 탄핵의 정치                                     | 탄핵의 정치                                     |

### 2025년
| 시리즈 제목                  | 시리즈 제목  | 시리즈 제목                                  | 시리즈 제목                                  |
| 회차                         | 방송일       | 부제                                         | 부제                                         |
| 빅 퀘스트UHD                 | 빅 퀘스트UHD | 빅 퀘스트UHD                                 | 빅 퀘스트UHD                                 |
| ---------------------------- | ------------ | -------------------------------------------- | -------------------------------------------- |
| 221회                        | 1월 2일      | 1부                                          | 한국 반도체 부활의 조건은?                   |
| 222회                        | 1월 9일      | 2부                                          | 260만 시민의 등장 우리는 준비됐나?           |
| 223회                        | 1월 16일     | 3부                                          | 5060은 묻는다 왜 은퇴하지 못 하는가?         |
| 소주 랩소디UHD               |              |                                              |                                              |
| 224회                        | 1월 23일     | 1부                                          | 초록병의 힘                                  |
| 225회                        | 1월 30일     | 2부                                          | 불과 땀의 시간                               |
| 정치란 무엇인가              |              |                                              |                                              |
| 229회                        | 2월 27일     | 1부                                          | 성난 사람들                                  |
| 230회                        | 3월 6일      | 2부                                          | 대통령 리스크                                |
| 노화의 속도UHD               |              |                                              |                                              |
| 235회                        | 4월 17일     | 1부                                          | 내 몸 안의 노화 시계                         |
| 236회                        | 4월 24일     | 2부                                          | 속도 조절자                                  |
| 퀀텀UHD                      |              |                                              |                                              |
| 243회                        | 6월 12일     | 1부                                          | 두 번째 불의 발견 양자 컴퓨터                |
| 인재 전쟁                    |              |                                              |                                              |
| 247회                        | 7월 10일     | 1부                                          | 공대에 미친 중국UHD                          |
| 248회                        | 7월 24일     | 2부                                          | 의대에 미친 한국UHD                          |
| 특집                         | 7월 27일     | 스페셜UHD                                    | 스페셜UHD                                    |
| 특집                         | 7월 27일     | 공대에 미친 중국 의대에 미친 한국 (토론회)   |                                              |
| 독도 평전(재방송)UHD         |              |                                              |                                              |
| 특집                         | 7월 30일     | 1부                                          | 검은 고요                                    |
| 특집                         | 8월 3일      | 2부                                          | 푸른 경계                                    |
| 재난 기획UHD                 |              |                                              |                                              |
| 249회                        | 7월 31일     | 1부                                          | 싱크홀과 생존                                |
| 250회                        | 8월 7일      | 2부                                          | 화염과 생존 푸른 숲의 역설                   |
| 한국 경제 80년의 설계자들UHD |              |                                              |                                              |
| 특집                         | 8월 14일     | 1부                                          | 청사진을 그리다                              |
| 특집                         | 8월 15일     | 2부                                          | 틀을 세우다                                  |
| 단편 에피소드                |              |                                              |                                              |
| 226회                        | 2월 6일      | 470일 만의 휴전 이스라엘은 평화를 택했나?UHD | 470일 만의 휴전 이스라엘은 평화를 택했나?UHD |
| 227회                        | 2월 13일     | 해장 - 대도시 생존법UHD                      | 해장 - 대도시 생존법UHD                      |
| 228회                        | 2월 20일     | 마리우폴에서의 20일UHD                       | 마리우폴에서의 20일UHD                       |
| 231회                        | 3월 13일     | 파이팅은 지지 않아UHD                        | 파이팅은 지지 않아UHD                        |
| 232회                        | 3월 20일     | 엄마 영순UHD                                 | 엄마 영순UHD                                 |
| 233회                        | 4월 3일      | 독수리 로드UHD                               | 독수리 로드UHD                               |
| 234회                        | 4월 10일     | 전설에 도전하다 메가왓티의 봄배구            | 전설에 도전하다 메가왓티의 봄배구            |
| 특집                         | 4월 22일     | 교황과 추기경(재)UHD                         | 교황과 추기경(재)UHD                         |
| 특집                         | 4월 26일     | 교황과 추기경(재)UHD                         | 교황과 추기경(재)UHD                         |
| 237회                        | 5월 1일      | 트럼프 100일 시작된 미중 전쟁UHD             | 트럼프 100일 시작된 미중 전쟁UHD             |
| 238회                        | 5월 8일      | 우리의 시간은 빛나고 있어UHD                 | 우리의 시간은 빛나고 있어UHD                 |
| 239회                        | 5월 15일     | 초고령 사회를 걷다 도쿄 산책UHD              | 초고령 사회를 걷다 도쿄 산책UHD              |
| 240회                        | 5월 22일     | 공실 시대 - 상가의 몰락UHD                   | 공실 시대 - 상가의 몰락UHD                   |
| 241회                        | 5월 29일     | 두고 온 아이들UHD                            | 두고 온 아이들UHD                            |
| 242회                        | 6월 5일      | 대선과 나 그리고 미래                        | 대선과 나 그리고 미래                        |
| 244회                        | 6월 19일     | 오사카 백 세 인생UHD                         | 오사카 백 세 인생UHD                         |
| 245회                        | 6월 26일     | 발레리노 - 퍼펙트 데이즈UHD                  | 발레리노 - 퍼펙트 데이즈UHD                  |
| 246회                        | 7월 3일      | 빈집 스캔들UHD                               | 빈집 스캔들UHD                               |

## 수상 목록
- 2024년 제60회 백상예술대상 TV 교양 부문 작품상 (일본 사람 오자와 편)

## 같이 보기
- KBS 스페셜 (1994년 ~ 2013년, 2016년 ~ 2019년)
- KBS 파노라마 (2013년 ~ 2014년)
- KBS 다큐 1 (2015년 ~ 2016년)
- EBS 다큐프라임 (EBS 1TV)
- 다큐플렉스 (MBC TV)